# Alexejewka (Samara, Kinel)
Alexejewka (russisch Алексе́евка) ist eine Siedlung städtischen Typs in der Oblast Samara (Russland) mit 10.411 Einwohnern (Stand 14. Oktober 2010).

## Geographie
Die Siedlung liegt etwa 25 km ostnordöstlich des Oblastverwaltungszentrums Samara am rechten Ufer des Wolga-Nebenflusses Samara, unterhalb der Einmündung des Großen Kinel.
Alexejewka gehört zum Stadtkreis Kinel und befindet sich etwa 10 km westnordwestlich des Zentrums der Stadt Kinel.

## Geschichte
Der Ort geht auf eine ab 1700 unweit der Mündung des Kinel in die Samara errichtete Festung zurück, die nach dem Zarewitsch Alexei als Alexejewskaja krepost bezeichnet wurde. Wenig später entstand unterhalb der Festung der heutige Ort, auch im Zusammenhang mit der Entdeckung und dem Abbau von Schwefelvorkommen, die ab 1709 vor Ort für die Schwarzpulverproduktion genutzt wurden.
1877 wurde die Samara-Slatouster Eisenbahn vorbeigeführt, und 1885 wurde der in dieser Zeit Alexejewsk genannte Ort Verwaltungssitz einer Wolost. Im Zusammenhang mit der Errichtung verschiedener Industriebetriebe, so einer Alabastersteinfabrik 1928 und eines neuen Schwefelwerkes 1936 erhielt Alexejewka den Status einer Siedlung städtischen Typs.
1964 wurde es der Verwaltung des Stadtsowjet von Kinel unterstellt, aus dessen Territorium der heutige Stadtkreis hervorging. Innerhalb des seit 2004 bestehenden Stadtkreises hat die Siedlung eine eigene Verwaltung.

### Bevölkerungsentwicklung
| Jahr | Einwohner |
| ---- | --------- |
| 1897 | 1.694     |
| 1939 | 3.936     |
| 1959 | 6.597     |
| 1970 | 6.474     |
| 1979 | 9.102     |
| 1989 | 9.179     |
| 2002 | 9.703     |
| 2010 | 10.411    |

Anmerkung: Volkszählungsdaten

## Verkehr
Bei Alexejewka befindet sich die Bahnstation Alexejewskaja bei Kilometer 1128 (ab Moskau) der auf diesem Abschnitt seit 1956 elektrifizierten Strecke Samara – Ufa – Tscheljabinsk.
Unmittelbar nordwestlich der Siedlung kreuzen sich die dort autobahnähnlich ausgebauten Regionalstraßen 36K-851 (früher R225) von Samara nach Buguruslan und 36A-144, die weiträumige Umgehung von Samara zwischen der föderalen Fernstraße M5 Ural nach Tscheljabinsk und der Regionalstraße 36Р-069 (früher R226) Richtung Wolgograd.